# Scey-sur-Saône-et-Saint-Albin
Scey-sur-Saône-et-Saint-Albin [sɛ syʁ son e sɛ̃t‿albɛ̃] ist eine französische Gemeinde mit 1528 Einwohnern (Stand 1. Januar 2022) im Département Haute-Saône in der Region Bourgogne-Franche-Comté; sie gehört zum Arrondissement Vesoul und ist Hauptort des gleichnamigen Kantons Scey-sur-Saône-et-Saint-Albin sowie des Gemeindeverbands Communauté de communes des Combes.

## Geographie

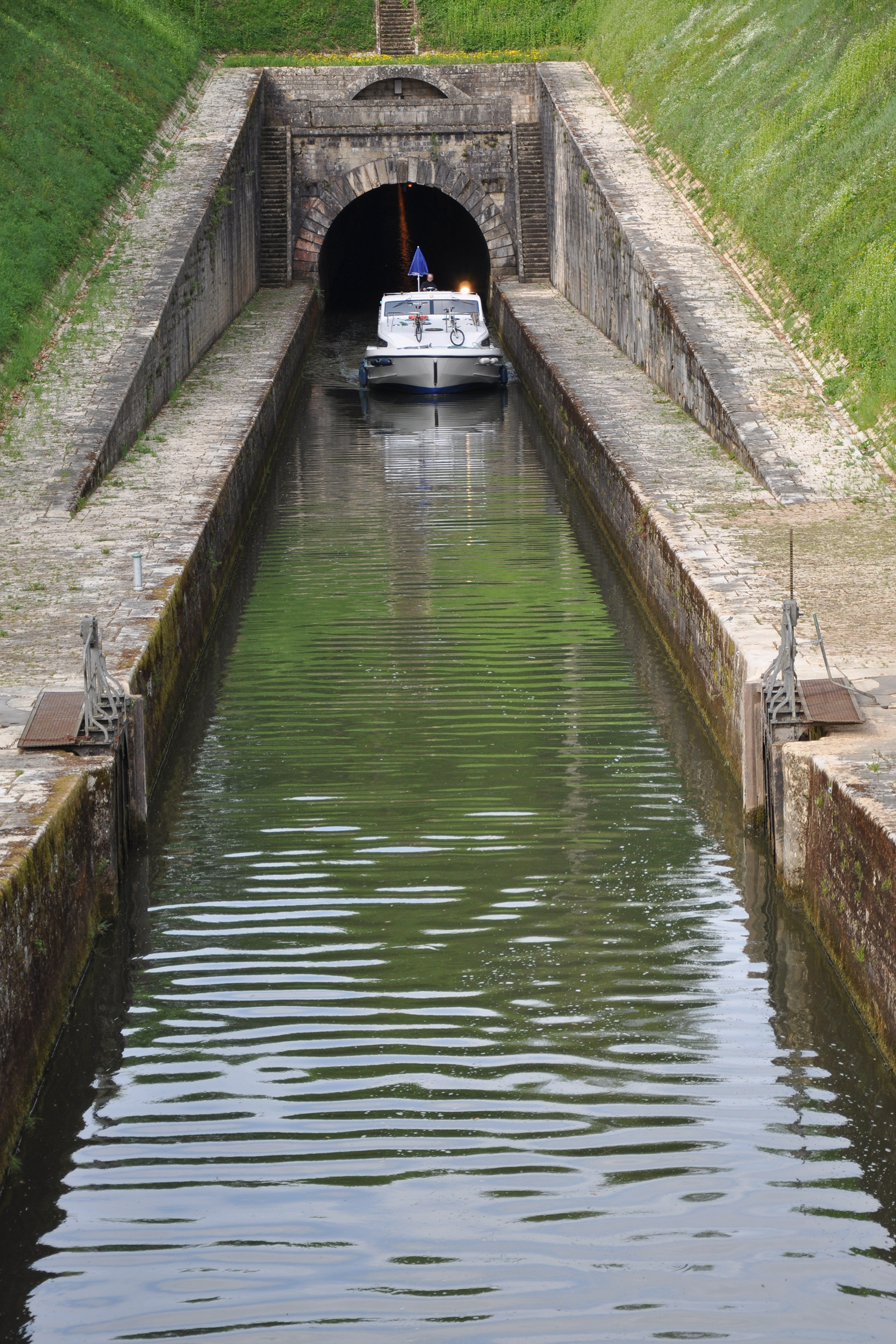
Kanaltunnel Saint-Albin

Die Gemeinde liegt rund 40 Kilometer nordöstlich von Gray und 15 Kilometer nordwestlich von Vesoul am rechten Ufer der oberen Saône. Nachbargemeinden sind
- Chargey-lès-Port im Nordosten,
- Port-sur-Saône im Osten,
- Ferrières-lès-Scey im Südosten,
- Chassey-lès-Scey und Ovanches im Süden,
- Rupt-sur-Saône im Südwesten,
- Confracourt im Westen und
- La Neuvelle-lès-Scey und Arbecey im Nordwesten.

Der Gemeindehauptort liegt in einer Flussschleife der Saône, die in diesem Bereich mit Binnenschiffen befahren werden kann. Der Fahrweg kürzt jedoch mit einem Abkürzungskanal, der knapp südlich des Gemeindegebietes verläuft, die Flussschleife ab. Dennoch wird hier auf eigenem Gebiet ein Hafen für Sport- und Hausboote betrieben. Zur Gemeinde gehört auch der Ort Saint-Albin, Namensgeber für den Tunnel von Saint-Albin, der im äußersten Südwesten des Gemeindegebietes sein flussaufwärtiges Portal hat und als Schiffstunnel die Abkürzung einer weiteren Flussschlinge der Saône ermöglicht.

## Verkehr
Die Gemeinde wird im Norden von der Nationalstraße N19 durchquert, die von Langres nach Vesoul führt. Die eigentliche verkehrstechnische Versorgung des Gebietes erfolgt aber über die Départementsstraßen D3 (von Combeaufontaine Richtung Besançon) sowie D23 (Verbindung zur Nationalstraße N19).

## Bevölkerungsentwicklung
| Jahr                       | 1968 | 1975 | 1982 | 1990 | 1999 | 2006 |
| Einwohner                  | 1490 | 1533 | 1559 | 1541 | 1563 | 1634 |
| Quellen: Cassini und INSEE |      |      |      |      |      |      |

## Sehenswürdigkeiten
- Château de Scey-sur-Saône, Schloss aus dem 19. Jahrhundert, Monument historique[1]
- Église Saint-Martin, Kirche aus dem 18. Jahrhundert, Monument historique[2]
- Calvaire Sainte-Anne, Kreuzskulptur aus dem 17. Jahrhundert, Monument historique[3]
- Souterrain de Saint-Albin, Kanaltunnel aus dem 19. Jahrhundert, Monument historique[4]

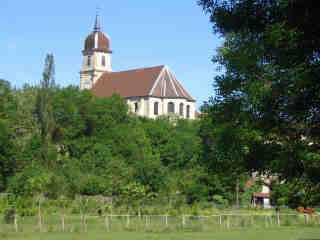
Kirche Saint Martin
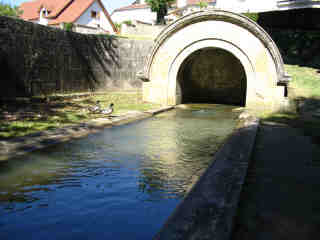
Fontaine Larie (unterhalb der Kirche)
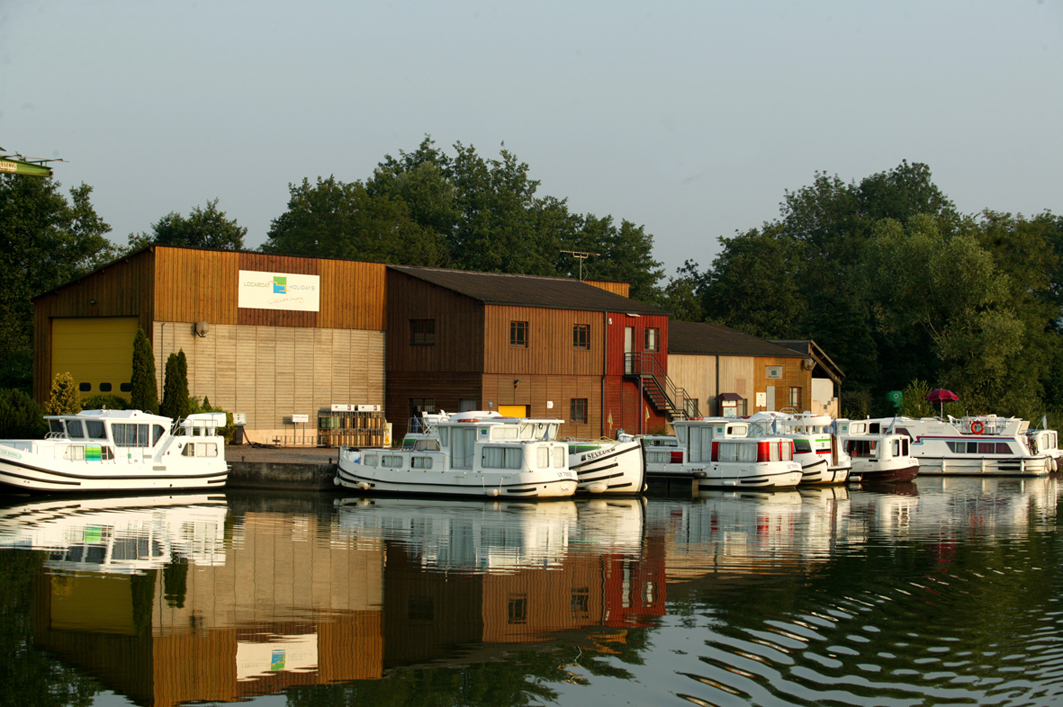
Jachthafen von Scey
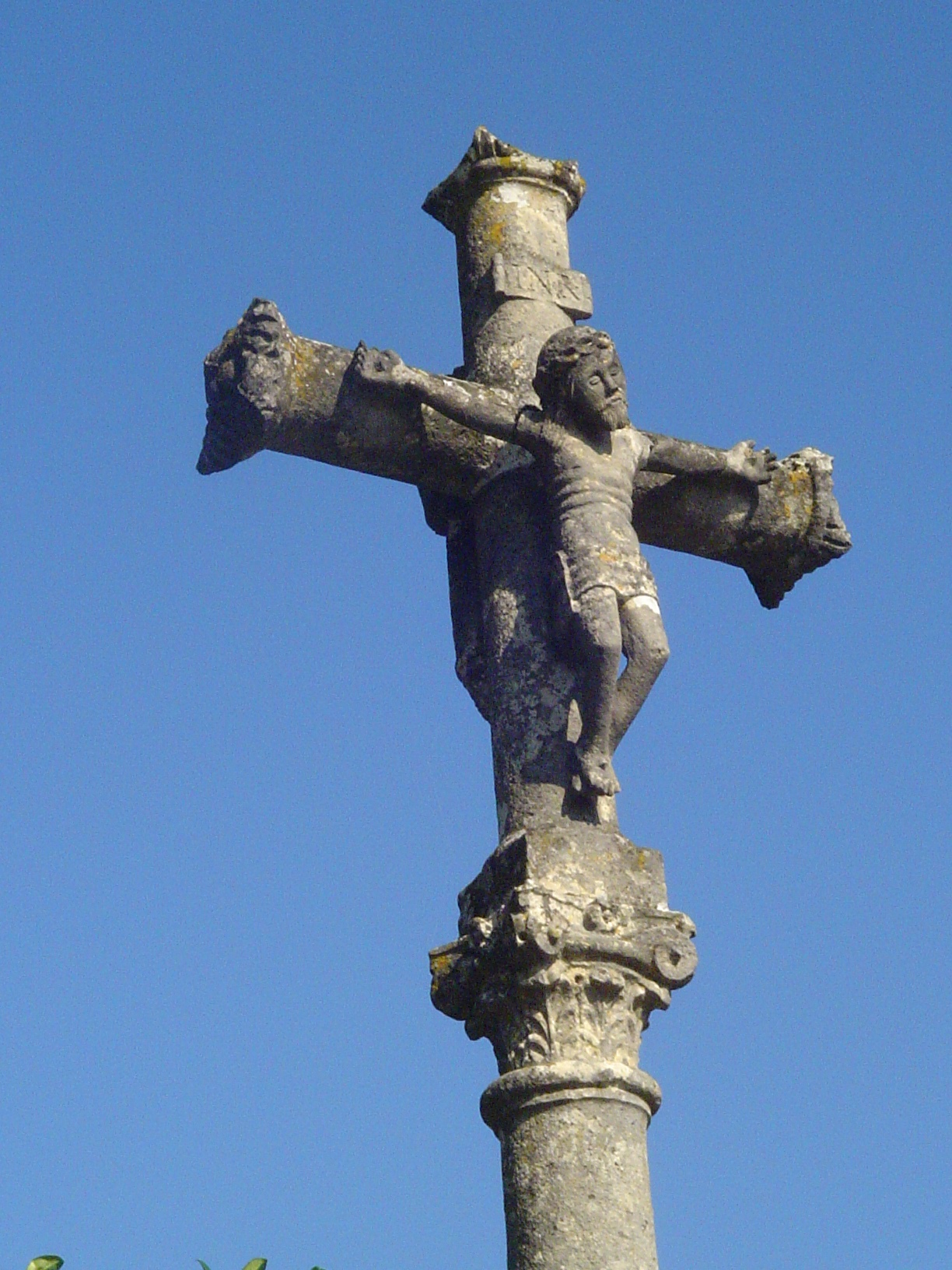
Kreuz am Calvaire Sainte-Anne

## Partnergemeinde
- Dornstetten, Baden-Württemberg, Deutschland, seit 1969[5]

## In der Gemeinde geboren
- Albert Dumont (1842–1884), Historiker und Archäologe